# Kanton Vitry-sur-Seine-Est
Der Kanton Vitry-sur-Seine-Est war von 1967 bis 2015 ein französischer Wahlkreis im Arrondissement Créteil, im Département Val-de-Marne und in der Region Île-de-France. Er bestand aus einem Teil der Stadt Vitry-sur-Seine.

## Bevölkerungsentwicklung
| 1990   | 1999   | 2010   |
| ------ | ------ | ------ |
| 27.694 | 27.812 | 27.034 |